# 米哈伊利夫卡 (馬基夫市鎮)
48°47′01″N 26°46′39″E / 48.78361°N 26.77750°E
米哈伊利夫卡（烏克蘭語：Михайлівка）是位於烏克蘭西部的村莊，由赫梅利尼茨基州裡卡緬涅茨-波多利斯基區的馬基夫市鎮負責管轄。該村面積1.88平方公里，海拔高度275米，2001年人口506。